# André Dupont-Sommer
André-Louis Dupont-Sommer (ur. 23 grudnia 1900 w Marnes-la-Coquette, zm. 14 maja 1983 w Paryżu) – francuski historyk, semitystyk.
Specjalizował się w historii judaizmu w czasach początku ery chrześcijańskiej w rejonie Morza Martwego. Ukończył studia na Sorbonie, a następnie był wykładowcą na wielu francuskich uczelniach, m.in. w École pratique des hautes études oraz w College de France od 1963 do 1971, był tam wykładowcą języków hebrajskiego i aramejskiego. Od 1961 należał do Akademii Inskrypcji i Literatury Pięknej. Wkrótce po odkryciu rękopisów z Qumran zainteresował się nimi i prowadził prace nad ich odczytaniem; w 1949 opublikował swój pierwszy artykuł na ich temat. W 1952 materiały jego autorstwa na ten temat zostały przetłumaczone na język angielski. André Dupont-Sommer ustalił bezpośredni związek rękopisów z Qumran z esseńczykami, podobnie jak fakt, iż wspólnota chrześcijańska w Qumran była jednym z odłamów esseńczyków, którzy odłączyli się od reszty wspólnoty ok. 150 p.n.e. Uważał, że to odłam esseńczyków dał początek wierze chrześcijańskiej. Mimo że środowiska naukowe nie uznały jego wersji jako wiarygodnej, to jednak opracowania naukowe przyczyniły się znacznym stopniu do pełnego zrozumienia treści zwojów.

## Odznaczenia
- Legia Honorowa
- Order Palm Akademickich